# L'alba dei falsi dei
L'alba dei falsi dei è un film del 1978 diretto da Duccio Tessari.

## Trama
Il film parte nel 1921 e narra la storia dei fratelli Bernhard e Leo, che fin da piccoli dimostrano di essere spiriti irrequieti, iniziando da adolescenti a compiere piccoli furti. Dopo essere stati cacciati di casa, si rifugiano da uno zio, ma otto anni dopo ritornano a casa, lavorando come "esecutori" per conto di un ex compagno di scuola.